# 채주혁
채주혁(1982년 ~ )은 조선민주주의인민공화국의 지휘자 겸 대학 교수이자 공훈예술가이다.

## 활동 내역
조선국립교향악단의 객원 지휘자로부터 시작해서 현재는 조선국립교향악단 부수석 지휘자 겸임 김원균명칭 음악종합대학 작곡학부 교수로 재직하고 있다.
2007년 2월 23일 당시 김원균명칭 평양음악대학 음악당에서 진행된 조선국민회 결성 90주년 음악회 '남산의 푸른 소나무'에서 피아노 2중주와 합창곡 '조선아 너를 빛내리'의 지휘봉을 잡아 관객들의 뜨거운 반응을 이끌었다.
최근에는 북한 교향악 및 관현악 작품과 현대음악 및 서양 음악등을 지휘하고 있다. 대한민국에서는 북한판 정명훈으로 알려져 있고 또한 관현악으로 편곡한 아리랑환상곡의 연주자로 알려져 있다.